# Automeris hesdimasiana
Automeris hesdimasiana é uma espécie de mariposa do gênero Automeris, da família Saturniidae.
Sua ocorrência foi registrada no México, no estado de Durango, município de San Dimas, La Mesa de los Negros;